# 乳腺生長
乳腺生長（mammoplasia）又稱乳腺增生、乳腺增殖症，是乳房正常或自發的增大。乳腺生長一般會出生在女性的青春期及妊娠階段，在月經週期中特定階段也會有乳房增大的情形。若是男性乳腺生長，會視為是疾病，稱為男性乳房发育症。若是女性乳腺異常生長的情形，會稱為巨乳症（或是乳房肥大症），也會視為是疾病。
乳腺生長可能是因為和乳房製造及儲存母乳而產生的暫時性乳房膨脹有關，這多半是和哺乳及/或乳溢症（過度或是不正常的母乳製造）相關。乳腺生長也常伴隨著乳房疼痛。
在月經週期中的黃體期，因為高濃度的雌激素及/或孕酮造成的乳房血流量增加及/或月經前水瀦留，乳房的體積會暫時性的增大，女性會有乳房沉重、腫脹和刺痛的感覺。
乳腺生長也可能是許多药物的效果或是副作用，例如雌激素、像螺内酯、醋酸环丙孕酮、 比卡鲁胺及非那斯特莱等抗雄激素，生长激素以及會提高體內催乳素的藥物，例如D2受體拮抗剂，像是維思通等抗精神病药、甲氧氯普胺及多潘立酮，以及像选择性5-羟色胺再摄取抑制剂（SSRI）及三环类抗抑郁药（TCA）之類的抗抑郁药。若是使用文拉法辛之類的5-羥色胺和去甲腎上腺素再攝取抑制劑（SNRI），這類的風險會比較小。非典型的抗抑鬱藥米氮平及安非他酮不會提高體內催乳素濃度（安非他酮反而會降低催乳素濃度），因此使用這類藥物就沒有會使乳腺生長的風險。其他和乳腺生長有關的藥物包括D-青霉胺、布西拉明、neothetazone、环孢素、英地那韦、大麻及西咪替丁。
1997的一個研究發現，在其研究的59名女性中，有23名（39%）發現有出現使用SSRI及和乳腺生長的相關性。研究也發現SSRI和乳溢症之間有相關性。這些副作用可能因為藥物造成的高催乳素血症，這個效果可能因為抑制催乳素分泌的結節漏斗多巴胺致能神經元，因為血清素調節而被抑制的結果。值得注意的是這些藥物造成的乳腺生長也和體重增加高度相關（在1997年的研究中，體重增加中的人中有83%也有乳腺生長，而體重沒有增加的人之中，只有30%有乳腺生長）。這些伴隨著SSRI用藥出現的乳腺生長，在停藥後是可以復原的。 SSRI和乳癌風險的增加有關，這個現象符合高催乳素和高乳癌風險有關的事實。
若是針對女性青春期誘導而進行的激素替代療法（HRT）、跨性別女性進行的性别肯定激素治疗（GAHT），或者是荷爾蒙豐胸，都會希望出現乳腺生長的結果。